# Berto Pisano
Berto Pisano, all'anagrafe Umberto Pisano, noto anche con lo pseudonimo di Burt Rexon (Cagliari, 13 ottobre 1928 – Roma, 29 gennaio 2002), è stato un compositore, direttore d'orchestra, arrangiatore e contrabbassista italiano.

## Biografia
Fratello minore di Franco Pisano (con cui iniziò l'attività artistica come musicista jazz suonando il contrabbasso prima nel Quintetto Aster e poi negli Asternovas, il gruppo musicale che accompagnava Fred Buscaglione), è stato autore e arrangiatore di canzoni per Edda Dell'Orso, Mina e di numerose colonne sonore per il cinema e la televisione.
Conosciuto come compositore di musiche particolarmente suadenti e considerate parte fondamentale della cosiddetta musica lounge italiana, ha avuto tra i suoi maggiori successi il brano da hit parade A Blue Shadow, scritto da Romolo Grano, motivo conduttore dello sceneggiato televisivo del 1974 Ho incontrato un'ombra.

## Discografia parziale

### Album
- 1970 - Interrabang
- 1973 - N. 15 Musicorama
- 1974 - N. 16 Musicorama
- 1974 - A Blue Shadow - Ho Incontrato Un'Ombra
- 1975 - Berto Pisano e la sua orchestra vol. II
- 2006 - Sissignore!
- 2015 - Basta guardarla

### Singoli
- 1967 - Chi non è con te/La banda di El Santo
- 1969 - Interrabang
- 1974 - A blue shadow/Tema di Silvia
- 1974 - Idee/Ballad for Oscar
- 1975 - Flowers/Grey moustache
- 1979 - Tic nervoso/Tic nervoso (strumentale) (come The Brothers' Group)

## Filmografia

### Cinema
- Sfida al diavolo (1963)
- Crimine a due (1964)
- Perry Grant agente di ferro (1966)
- La spia che viene dal mare (1966)
- La feldmarescialla (1967)
- Killer Kid (1967)
- Sissignore (1968)
- Bill il taciturno (1968)
- L'invincibile Superman (1968)
- Delia Scala Story (1968, TV)
- L'oro del mondo (1968, come conduttore)
- Interrabang (1969)
- Uno dopo l'altro (1969)
- Kill! (1971)
- Gli altri racconti di Canterbury (1972)
- La bella Antonia, prima Monica e poi Dimonia (1972)
- Io monaca... per tre carogne e sette peccatrici (1972)
- Arcana, regia di Giulio Questi (1972)
- Decameron nº 2 - Le altre novelle del Boccaccio (1972)
- Decameroticus (1972)
- Le Amazzoni - Donne d'amore e di guerra (1973)
- Li chiamavano i tre moschettieri... invece erano quattro (1973)
- La morte ha sorriso all'assassino (1973)
- Ancora una volta prima di lasciarci (1973)
- Diario di una vergine romana (1973)
- Il sergente Rompiglioni (1973)
- La casa della paura (1974)
- Morbosità, regia di Luigi Russo (1974)
- La svergognata (1974)
- Nude per l'assassino (1975)
- La novizia (1975)
- La collegiale (1975)
- Donna... cosa si fa per te (1976)
- L'appuntamento (1977)
- Giallo a Venezia (1979)
- Malabimba (1979)
- Dove vai se il vizietto non ce l'hai? (1979)
- Patrick vive ancora (1980)
- La poliziotta a New York (1981)
- Pierino contro tutti (1981)
- Le notti del terrore (1981)
- I carabbimatti (1981)
- Pierino colpisce ancora (1982)
- Giochi carnali (1983)
- Pierino torna a scuola (1990)
- Vacanze sulla neve (1999)
- Malabimba Uncovered (2007)

### Televisione
- Ho incontrato un'ombra (1974) - sceneggiato televisivo
- Anche i bancari hanno un'anima (1979)
- Il caso Graziosi, regia di Michele Massa (1981)
- Bebawi - Il delitto di via Lazio, regia di Michele Massa (1983) - miniserie televisiva